# Tour de França de 1932
El Tour de França de 1932 fou la vint-i-sisena edició del Tour de França i es disputà entre el 6 i el 31 de juliol de 1932, sobre un recorregut de 4.520 km, distribuïts en 21 etapes. La cursa fou guanyada pel francès André Leducq, a una velocitat mitjana de 29,313 km/h, amb poc més de vint-i-quatre minuts sobre el segon classificat, l'alemany Kurt Stöpel. La victòria fou tan àmplia gràcies a les bonificacions obtingudes per Leducq en guanyar sis etapes. Sense elles la diferència hauria estat de tan sols tres segons. Kurt Stoepel fou el primer alemany a portar el mallot groc i en pujar al podi final.

## Canvis respecte a l'edició anterior
Al Tour de França de 1931 s'havia tornat al sistema de bonificacions, amb tres minuts pel vencedor de cada etapa i si finalitzava amb més de tres minuts sobre el segon classificat se li atorgaven tres minuts més. El 1932 aquesta sistema de bonificacions va canviar: ara el vencedor de cada etapa rep 4 minuts, el segon classificat 2 i el tercer classificat un minut, més tres minuts extres si la diferència amb el segon classificat era superior als tres minuts. El sistema de bonificacions fou ideat per donar oportunitats a lluitar per la victòria final als esprintadots, els quals perdien molt de temps en les etapes de muntanya.
El nombre d'etapes es reduí de 24 a 21. El quilometratge total també va disminuir, tot i que la mitjana de quilòmetres per etapa es va mantenir semblant, d'uns 215 km.

## Participants
Com es venia fent des de 1930 el Tour es va córrer amb els ciclistes agrupats en seleccions nacionals, amb cinc equips diferents: Bèlgica, Itàlia, Suïssa i França van enviar un equip amb vuit ciclistes, mentre Alemanya i Àustria van enviar un equip combinat, amb set ciclistes alemanys i un d'austríac. A banda hi havia la participació de 40 ciclistes agrupats en la categoria touriste-routiers, per totalitzar un gran grup de 80 corredors.
Charles Pélissier, gran animador de les dues anteriors edicions amb 13 victòries d'etapa, i Antonin Magne, el guanyador de 1931, i no van prendre part en aquesta edició com a integrants de la selecció francesa. Amb tot, el nivell de l'equip francès encara es considerava superior a la resta d'equips.
L'equip italià va incloure tres vencedors del Giro d'Itàlia: el vencedor de 1930, Luigi Marchisio; el de 1931, Francesco Camusso; i el de 1932, Antonio Pesenti. L'equip belga comptava en les seves files amb Jef Demuysere, que havia lluitat per la victòria final del Tour el 1931 i finalment havia acabat segon, i amb el dues vegades campió del món en ruta, Georges Ronsse.
Entre els touriste-routiers hi havia l'únic representant espanyol en aquesta edició: Vicente Trueba.

## Recorregut
Recorregut molt similar al d'anys precedents, però que en veure's reduït el nombre d'etapes no es passa per Brest i la Bretanya per primera vegada des de 1905. Amb aquest escurçament la primera etapa de muntanya arriba en la cinquena etapa, en lloc de la novena de l'any anterior. Les etapes pirinenques segueixen el mateix patró que en anys precedents, però als Alps es redueix la dificultat de les etapes, deixant un sol port per etapa en la majoria dels casos.

## Desenvolupament de la cursa

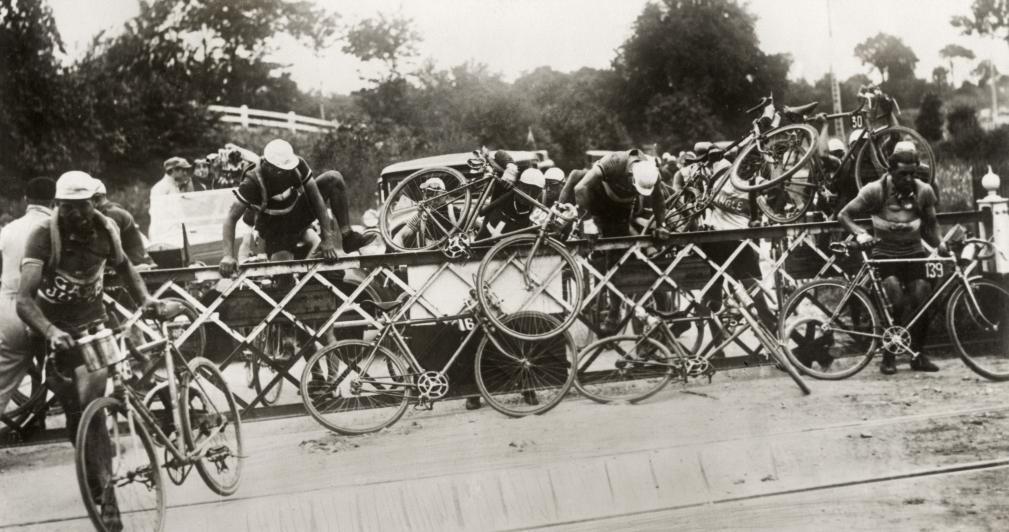
Els ciclistes no poden esperar a creuar la barrera tancada pel pas d'un ferrocarril.

Els belgues van començar la cursa amb bon peu. Jean Aerts va guanyar l'etapa a l'esprint, mentre Jef Demuysere arribava en segona posició, però en la segona etapa hi va enfrontaments dins l'equip belga entre flamencs i valons. Aerst, flamenc, no va aconseguir el suport dels seus companys d'equip valons i, juntament amb els principals ciclistes italians, va perdre deu minuts en acabar etapa. L'alemany Kurt Stöpel va guanyar l'etapa, i es va posar el mallot groc, gràcies a la bonificació. Stöpel es convertia, d'aquesta manera, en el primer ciclista alemany en liderar la classificació general del Tour de França. En la tercera etapa, la més llarga d'aquest Tour amb 387 quilòmetres, Stöpel va perdre el liderat en favor d'André Leducq. Leducq va mantenir el liderat tot el que quedava de cursa, alhora que guanyava sis etapes. En la cinquena etapa, l'espanyol Vicente Trueba va tenir un paper destacat durant l'etapa, en escapar-se i passar en primera posició per l'Aubisca. En el descens Benoît Fauré el va atrapar, passant en primera posició pel cim del Tourmalet. Amb tot, no va guanyar l'etapa, ja que l'italià Antonio Pesenti el va superar en l'esprint final. Leducq, tot i no ser un bon escalador, va defensar la primera posició en la classificació general gràcies a les seves habilitats ens les baixades.
En la desena etapa, amb final a Niça, Leducq gairebé va perdre el liderat, ja que Camusso arribà a meta en solitari amb més de cinc minuts sobre Leducq, als quals calia afegir les bonificacions. Stöpel també arribà per davant de Leducq, quedant a poc més de tres minuts en la classificació general, mentre Camuso es col·locava a menys de sis minuts. L'arribada dels Alps no suposà cap canvi significatiu en la classificació general, amb etapes monòtones i poca lluita. Leducq guanyà a l'esprint la tretzena etapa, amb final a Aix les Bains, i en què se superà el temible Galibier. Aquesta victòria, més la pèrdua de temps de Stöpel per culpa d'una punxada, van fer que Leducq augmentés la diferència fins als 13 minuts. Leducq també va finalitzar en primera posició la 18a etapa, però fou sancionat per irregularitats en l'esrpint.
Finalment Leducq va guanyar el Tour amb 24 minuts sobre Stöpel. Leducq va basar la seva victòria en les bonificacions, ja que sense aquest la diferència hauria estat de tan sols tres segons. Leducq va rebre 31 minuts de bonificació (sis primers llocs, dos segons i 3 tercers), mentre Stöpel sols va guanyar 7 minuts de bonificació (un primer lloc i tres tercers). Leducq i Stöpel van acabar en el mateix grup en disset etapes i sols en quatre hi va haver diferències de temps entre ambdós. En la tercera, cinquena i tretzena etapa Leducq va superar a Stöpel en 45, 20 i 110 segons, totalitzant 2' 55", mentre en la 10a fou Stöpel el que superà a Leducq en 2' 52".

## Resultats
El ciclista que arribava a la meta en el menor temps era proclamat el vencedor d'etapa. Els diferents temps de cada etapa eren sumats per aconseguir la classificació general, guanyada pel ciclista amb menor temps acumulat. Si un ciclista havia rebut alguna bonificació de temps es restava del total, de la mateixa manera que les penalitzacions de temps s'afegien al total. El líder de la cursa era identificat pel mallot groc.
La classificació per equips era calculada a partir de la suma dels tres millors ciclistes en la classificació general, sent el millor classificat l'equip amb menor temps.

### Etapes

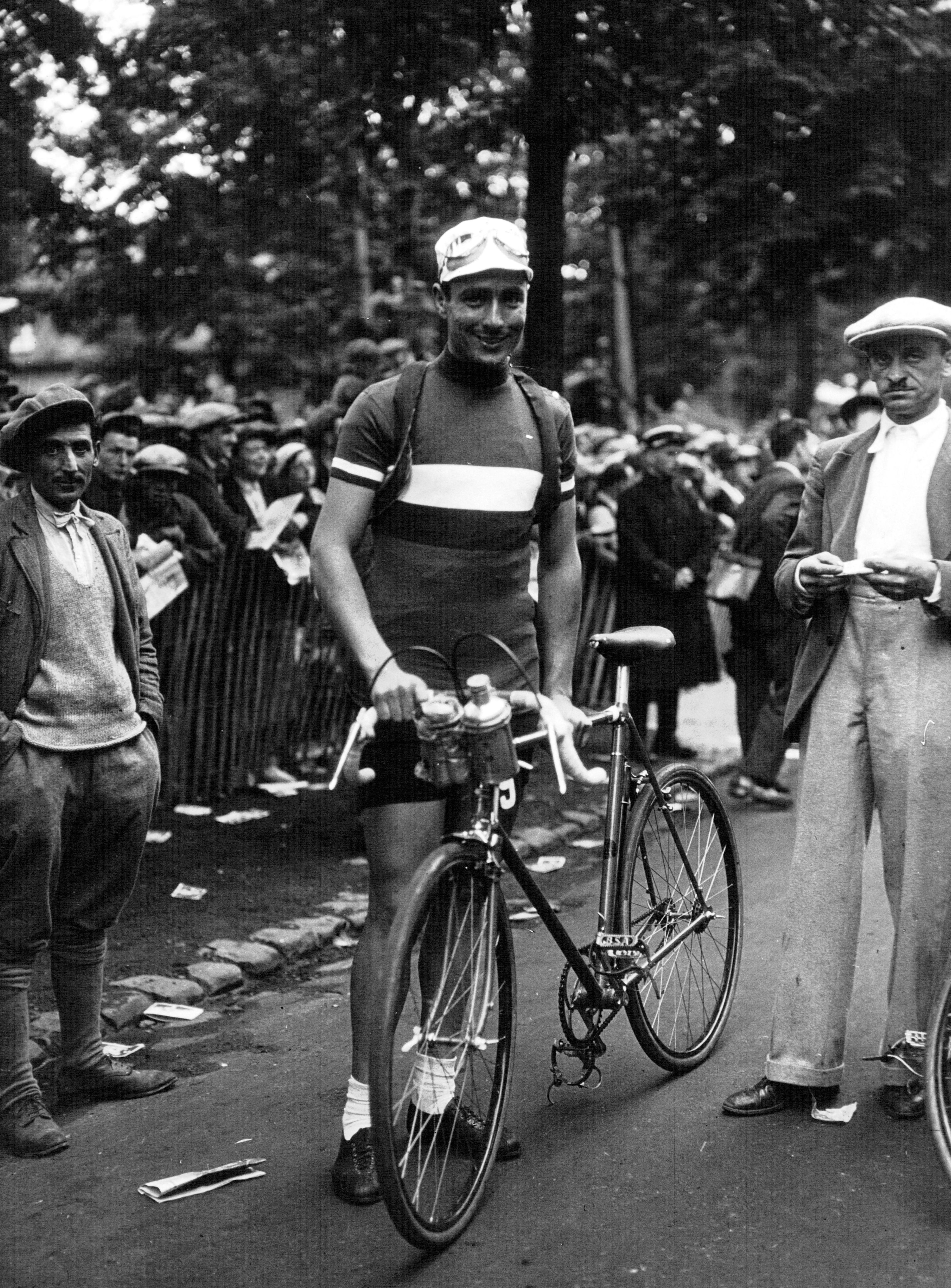
Raffaele di Paco, vencedor de quatre etapes al Tour de França de 1932.

| Etapa | Data         | Recorregut                   | Km  | Vencedor d'etapa        | Líder de la general |
| ----- | ------------ | ---------------------------- | --- | ----------------------- | ------------------- |
| 1     | 6 de juliol  | París – Caen                 | 208 | Jean Aerts (BEL)        | Jean Aerts (BEL)    |
| 2     | 7 de juliol  | Caen – Nantes                | 300 | Kurt Stöpel (GER)       | Kurt Stöpel (GER)   |
| 3     | 9 de juliol  | Nantes – Bordeus             | 387 | André Leducq (FRA)      | André Leducq (FRA)  |
| 4     | 11 de juliol | Bordeus – Pau                | 206 | Georges Ronsse (BEL)    | André Leducq (FRA)  |
| 5     | 12 de juliol | Pau – Luishon                | 229 | Antonio Pesenti (ITA)   | André Leducq (FRA)  |
| 6     | 14 de juliol | Luishon – Perpinyà           | 322 | Frans Bonduel (BEL)     | André Leducq (FRA)  |
| 7     | 16 de juliol | Perpinyà – Montpeller        | 168 | Frans Bonduel (BEL)     | André Leducq (FRA)  |
| 8     | 17 de juliol | Montpeller – Marsella        | 206 | Michele Orecchia (ITA)  | André Leducq (FRA)  |
| 9     | 18 de juliol | Marsella – Canes             | 191 | Rafaele di Paco (ITA)   | André Leducq (FRA)  |
| 10    | 19 de juliol | Canes – Niça                 | 132 | Francesco Camusso (ITA) | André Leducq (FRA)  |
| 11    | 21 de juliol | Niça – Gap                   | 233 | André Leducq (FRA)      | André Leducq (FRA)  |
| 12    | 22 de juliol | Gap – Grenoble               | 102 | Roger Lapébie (FRA)     | André Leducq (FRA)  |
| 13    | 23 de juliol | Grenoble – Aix-les-Bains     | 230 | André Leducq (FRA)      | André Leducq (FRA)  |
| 14    | 24 de juliol | Aix-les-Bains – Evian        | 204 | Rafaele di Paco (ITA)   | André Leducq (FRA)  |
| 15    | 25 de juliol | Evian – Belfort              | 291 | André Leducq (FRA)      | André Leducq (FRA)  |
| 16    | 26 de juliol | Belfort – Estrasburg         | 145 | Gérard Loncke (BEL)     | André Leducq (FRA)  |
| 17    | 27 de juliol | Estrasburg – Metz            | 165 | Rafaele di Paco (ITA)   | André Leducq (FRA)  |
| 18    | 28 de juliol | Metz – Charleville           | 159 | Rafaele di Paco (ITA)   | André Leducq (FRA)  |
| 19    | 29 de juliol | Charleville – Malo-les-Bains | 271 | Gaston Rebry (BEL)      | André Leducq (FRA)  |
| 20    | 30 de juliol | Malo-les-Bains – Amiens      | 212 | André Leducq (FRA)      | André Leducq (FRA)  |
| 21    | 31 de juliol | Amiens– París                | 159 | André Leducq (FRA)      | André Leducq (FRA)  |

### Classificació General

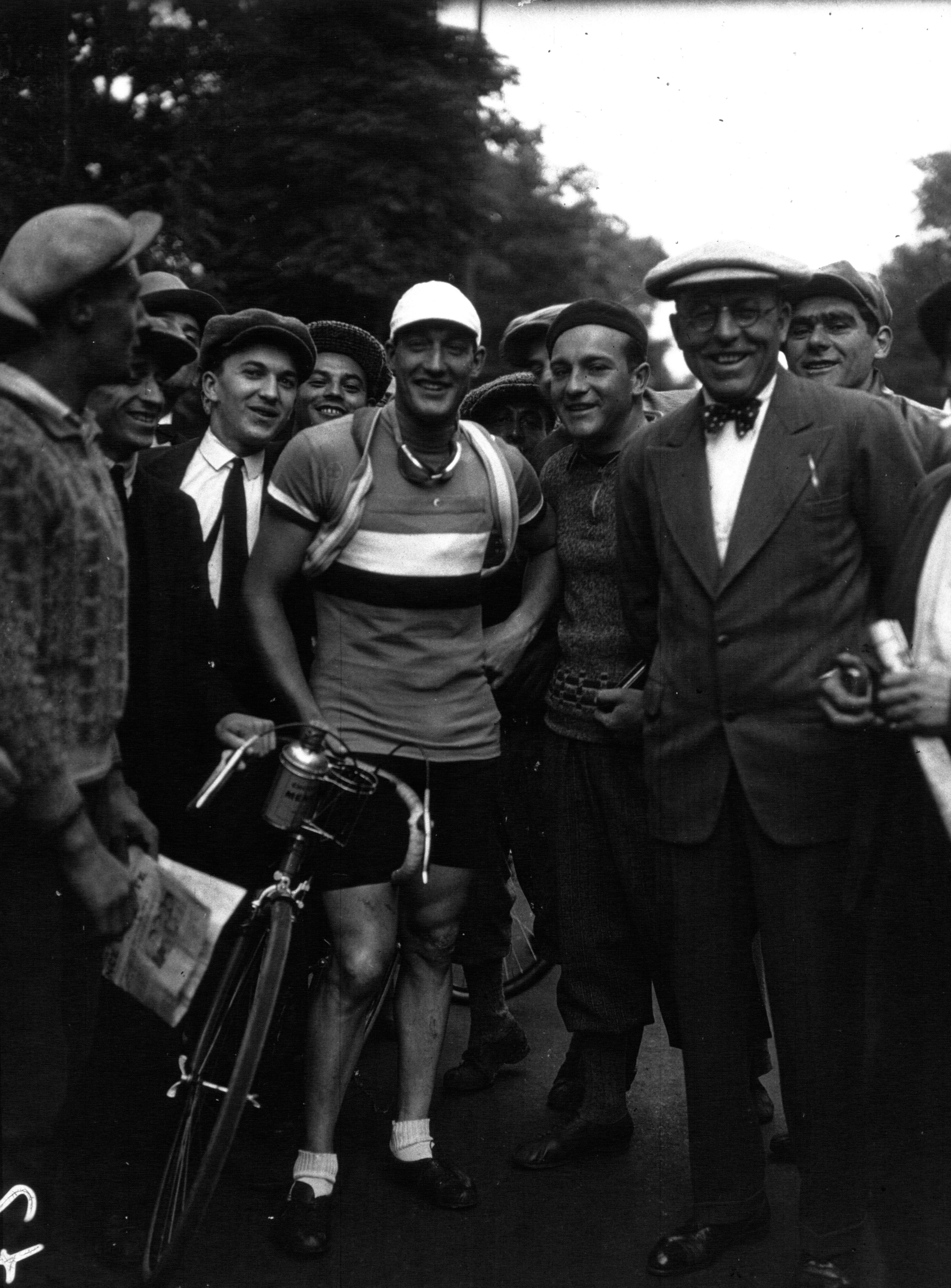
André Leducq, vencedor del Tour de França de 1932

Kurt Stöpel fou el primer alemany a pujar al podi del Tour de França. Fins a la segona posició de Jan Ullrich el 1996 cal altra ciclista alemany repetí la gesta.
| Classificació General | Classificació General   | Classificació General | Classificació General | Classificació General |
| Pos.                  | Ciclista                | Equip                 | Temps                 |                       |
| --------------------- | ----------------------- | --------------------- | --------------------- | --------------------- |
| 1                     | André Leducq (FRA)      | França                | 154h 11' 49"          |                       |
| 2                     | Kurt Stöpel (GER)       | Alemanya/Àustria      | + 24' 03"             |                       |
| 3                     | Francesco Camusso (ITA) | Itàlia                | + 26' 21"             |                       |
| 4                     | Antonio Pesenti (ITA)   | Itàlia                | + 37' 08"             |                       |
| 5                     | Georges Ronsse (BEL)    | Bèlgica               | + 41' 04"             |                       |
| 6                     | Frans Bonduel (BEL)     | Bèlgica               | + 45' 13"             |                       |
| 7                     | Oskar Thierbach (GER)   | Alemanya/Àustria      | + 58' 44"             |                       |
| 8                     | Jef Demuysere (BEL)     | Bèlgica               | + 1h 03' 24"          |                       |
| 9                     | Luigi Barral (ITA)      | Touriste-routier      | + 1h 06' 57"          |                       |
| 10                    | Georges Speicher (FRA)  | França                | + 1h 08' 37"          |                       |

### Classificació per equips
| Pos. | Equip             | Temps        |
| ---- | ----------------- | ------------ |
| 1    | Itàlia            | 464h 57' 41" |
| 2    | Bèlgica           | + 7' 27"     |
| 3    | França            | + 11' 50"    |
| 4    | Alemanya/ Àustria | + 38' 56"    |
| 5    | Suïssa            | + 4h 14' 25" |

### Altres classificacions
El diari organitzador de la cursa, L'Auto anomenà Vicente Trueba el meilleur grimpeur, el millor escalador. Aquest títol no oficial és el predecessor de la classificació de la muntanya.

## A posteriori
El vencedor, André Leducq va continuar disputant el Tour de França fins al 1938, però no aconseguí cap victòria més en la general, tot i que sí que va guanyar tres etapes més. En tota va guanyar 25 etapes al Tour de França, rècord de la cursa fins que fou superat per Eddy Merckx. Des d'aleshores sols Bernard Hinault i Mark Cavendish han aconseguit més de 25 etapes al Tour.